# Kimblad
Kimbladene ligger parat i uudfoldet tilstand i den lille kim, som ligger inde i frøet. Efter fremspiring af kimrod og kimstængel, kommer kimbladene til syne.
Da kimbladene afkastes, når de blivende blade er dannet, tåler kimplanten, at man berører og eventuelt beskadiger dem. Det bør man huske, så man ikke fristes til at berøre den uundværlige kimstængel.